# Jacques Boston
Pour les articles homonymes, voir Boston (homonymie).
Jacques Boston, né le 6 mars 1973 à Conakry (Guinée), est un évêque anglican et homme politique guinéen.
Il est évêque du diocèse anglican de Guinée depuis 2012 et membre du Conseil national de la transition depuis le 22 janvier 2022.

## Prix et reconnaissance
- 2022 :  Grands Officiers de l’Ordre National du Kolatier[3].